# Serbia
Serbia, Republika Serbii (serb. Република Србија, Republika Srbija; Србија, Srbija, [sř̩bija]) – państwo w Europie Południowej, na Półwyspie Bałkańskim, śródlądowe. Stolicą jest Belgrad, walutą  dinar serbski. Historia serbskiej państwowości sięga wczesnego średniowiecza, obecna republika powstała natomiast 5 czerwca 2006 bezpośrednio po rozpadzie federacji Serbii i Czarnogóry (2003–2006), wcześniej Federacyjnej Republiki Jugosławii (1992–2003), których była krajem związkowym.
Powierzchnia Serbii wynosi 77 474 km² (ze spornym Kosowem 88 361 km²). Serbia graniczy z Węgrami (151 km) na północy, Rumunią (476 km) i Bułgarią (318 km) na wschodzie, Macedonią Północną (221 km lub 62,3 km nie licząc Kosowa) i Albanią (115 km) na południu oraz z Czarnogórą (221 km lub 124,4 km nie licząc Kosowa), Chorwacją (241 km) i Bośnią i Hercegowiną (302 km) na zachodzie. De facto na południu Serbia graniczy z Kosowem, którego jednostronnie ogłoszoną niepodległość (2008) uznaje część państw.
Od 29 lutego 2012 państwo to posiada status oficjalnego kandydata do Unii Europejskiej, w czerwcu 2013 Rada Europejska wyraziła zgodę na podjęcie rozmów akcesyjnych, które oficjalnie rozpoczęły się w styczniu 2014.
Serbia dzieli się na 17 okręgów (Serbia Centralna), okręg stołeczny oraz prowincję autonomiczną Wojwodinę, która dzieli się na 7 okręgów.

## Ustrój polityczny
Podstawy prawne ustroju Serbii zawarto w Konstytucji Republiki Serbii, którą zatwierdzono w referendum (28–29 października 2006 roku). Prezydent jest wybierany w głosowaniu powszechnym na pięcioletnią kadencję (z prawem do jednej reelekcji). Władza ustawodawcza należy do Zgromadzenia Narodowego (Skupsztiny), wybieranej na czteroletnią kadencję. Skupsztina liczy 250 członków. Władzę wykonawczą sprawuje rząd, z premierem na czele. Premiera powołuje parlament. Władza sądownicza należy do niezawisłych sądów.
Obecnym prezydentem Serbii jest Aleksandar Vučić, przewodniczący Serbskiej Partii Postępowej. Urząd objął 31 maja 2017 roku. Premierem Serbii jest Ivica Dačić. Urząd objął 20 marca 2024 roku.

## Geografia
Ponad 70% powierzchni Serbii zajmują góry i wyżyny (na zachodzie Góry Dynarskie, na wschodzie Góry Wschodnioserbskie, na południowym zachodzie Prokletije i Szar Płanina). W Serbii znajdują się rozległe kotliny śródgórskie. Na północy znajduje się urodzajna i rozległa równina, będąca częścią Niziny Śródkowodunajskiej. Na równinie leżą niewysokie góry Fruška gora. Największą rzeką w Serbii jest Dunaj. Innymi ważniejszymi rzekami są: Cisa, Drina, Ibar, Morawa, Morawa Południowa, Morawa Zachodnia, Sawa. W Serbii jest niewiele jezior. 27% powierzchni kraju zajmują lasy (przeważnie liściaste). W górach znajdują się lasy iglaste. W Serbii znajduje się pięć parków narodowych. Największym z nich jest Đerdap w dolinie Dunaju.
Klimat umiarkowany ciepły suchy, kontynentalny. W Belgradzie maksymalna temperatura w styczniu wynosi 3 °C, a w lipcu 28 °C. Minimalna wynosi odpowiednio od –3 °C do 17 °C. Roczna suma opadów to 600–1000 mm (głównie od kwietnia do lipca).

### Podział administracyjny

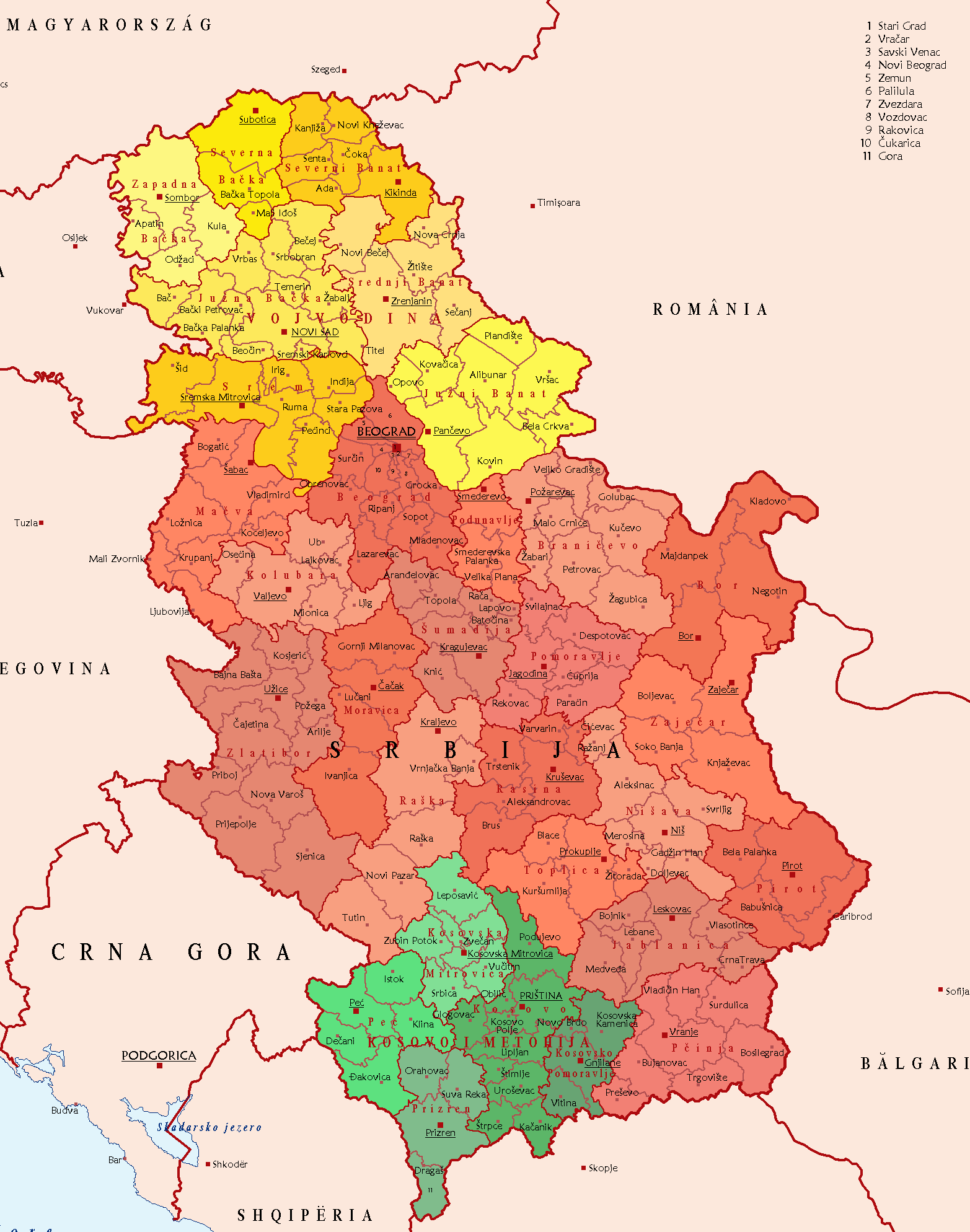
Mapa administracyjna Serbii

Serbia dzieli się na 29 okręgów (serb. округ, okrug, l. mn. окрузи, okruzi), z których 5 znajduje się w Kosowie, które jednostronnie ogłosiło niepodległość, poza centralną administracją rządową. Odrębnymi jednostkami administracyjnymi są miasta Belgrad i Nisz. W skład Serbii wchodzą również dwa regiony autonomiczne: Kosowo (ogłosiło niepodległość 17 lutego 2008 nieuznaną przez serbski rząd) oraz Wojwodina.
Część Serbii, która nie jest częścią ani Kosowa, ani Wojwodiny, nazywana jest Serbią Centralną (serb. Шумадија Šumadija). Nie ma ona własnego samorządu lokalnego i nie jest jednostką administracyjną.

## Siły zbrojne
Serbia dysponuje dwoma rodzajami sił zbrojnych: wojskami lądowymi oraz siłami powietrznymi. Uzbrojenie sił lądowych Serbii składało się w 2016 roku z: 212 czołgów, 575 opancerzonych pojazdów bojowych, 72 dział samobieżnych, 144 zestawów artylerii holowanej oraz 82 wieloprowadnicowych wyrzutni rakietowych. Rzeczna flotylla Serbii (wchodząca w skład sił lądowych) dysponowała w 2014 roku 7 okrętami obrony przybrzeża oraz 5 okrętami obrony przeciwminowej. Serbskie siły powietrzne posiadały w 2016 roku uzbrojenie w postaci 24 myśliwców, 40 samolotów transportowych, 38 samolotów szkolno-bojowych oraz 37 śmigłowców.
Wojska serbskie w 2016 roku liczyły 52 tys. żołnierzy zawodowych oraz 170 tys. rezerwistów.

## Historia

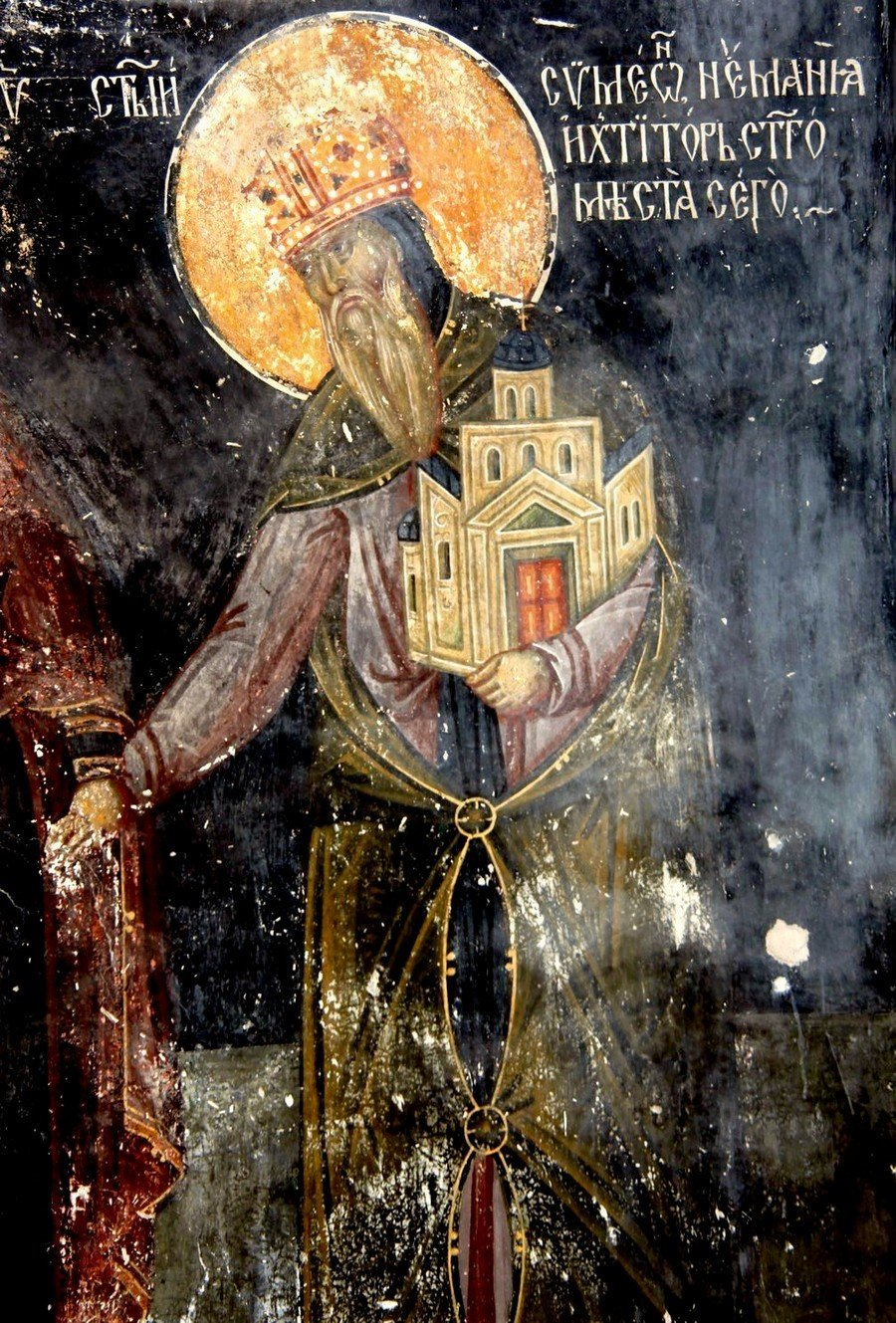
Stefan Nemania

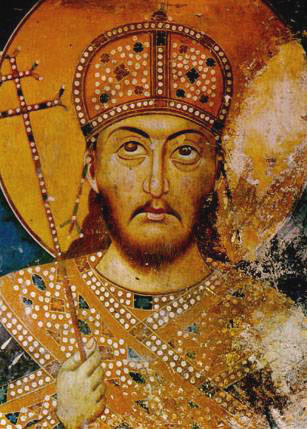
Stefan Duszan

### Czasy najdawniejsze
W starożytności obszary dzisiejszej Serbii zamieszkiwali Ilirowie, Getowie i Trakowie. Obszary dzisiejszej Serbii podbili Rzymianie w I w. p.n.e. – ziemie weszły w skład prowincji Mezja, Dalmacja i Panonia. W VI w. w wyniku moru Justyniania ziemie te silnie się wyludniły. W VII w. plemiona Serbów opanowały część cesarstwa bizantyjskiego (nazywanego Zagorjem). Terytorium to sięgało na północ do Sawy i Dunaju, na zachodzie do Gór Dynarskich, na wschodzie do puszcz nad Morawą, a na południu do pasm Szar Płaniny. Na Zagroju panowała dynastia Wyszesławiców, która uznawała zwierzchnictwo chanów bułgarskich. Serbia przyjęła chrzest za panowania księcia Muncimira w drugiej połowie IX w. Chrześcijaństwo umacniało się dzięki działalności uczniów Cyryla i Metodego. Około poł. X w. Zagorje rozpadło się na kilka państw, które także były zależne od Bułgarii. W wyniku upadku Carstwa Bułgarskiego w 1018 roku zwierzchnictwo nad państwami przejęli cesarze bizantyjscy, a w drugiej poł. XI w. władcy Królestwa Zety.

### Serbia między XII a XV wiekiem
W XII w. żupani Raszki odzyskali przewagę nad osłabioną Zetą. W sojuszu z Węgrami podjęli walkę z cesarstwem bizantyjskim. Pod koniec XII w. wielki żupan Raszki i założyciel dynastii Nemaniczów Stefan Nemania zjednoczył ziemie serbskie i uniezależnił się od Bizancjum. W 1217 roku jego syn Stefan Nemanić koronował się. Wraz z bratem Sawą w 1219 roku ustanowił arcybiskupstwo serbskie w Žičy. Kraj został spustoszony przez Tatarów w latach 1241–1242. Za panowania Stefana Duszana (1331–1346) Serbia zajęła Macedonię, Epir i Tesalię. Państwo było wówczas u szczytu potęgi i miało największy w swej historii zasięg terytorialny. W 1346 roku w Peci ustanowił patriarchat i koronował się na cara Serbów i Romejów (Greków). Stefan Duszan zmarł podczas przygotowań do wyprawy po tron w Konstantynopolu. Po śmierci cara Serbia rozpadła się. W 1371 roku w wyniku śmierci Urosza I (syna Stefana Duszana) wygasła dynastia Nemaniczów.
W 1371 roku Turcy osmańscy dotarli do Macedonii. W 1389 roku w bitwie na Kosowym Polu Turcy pokonali koalicję serbsko-bośniacką. Serbia znalazła się pod tureckim zwierzchnictwem, a część ludności przeniosła się do Węgier. Klęska Turków w bitwie pod Ankarą w 1401 roku umożliwiła na krótko odbudowę Serbii. Serbia ponownie upadła podczas kolejnych wypraw tureckich w latach 1454–1459.

### Serbia pod okupacją
W następnych wiekach centrum życia narodowego Serbów przeniosło się pod panowanie habsburskie na Węgry. Życie narodowe skupiało się wokół prawosławnej metropolii w Karłowicach. W 1848 roku na zasiedlonym terenie Serbowie stworzyli autonomiczną Wojwodinę, która przetrwała do 1860 roku.

Miłosz Obrenowić – pierwszy książę serbski z dynastii Obrenowiciów

Innym ośrodkiem naukowym od pocz. XIX w. był paszałyk belgradzki, który otrzymał nieznaczną autonomię w wyniku powstań serbskich w latach 1804–1813 i 1815. Serbowie zamieszkujący paszałyk belgradzki mieli poparcie Rosji. Autonomię gwarantowała wymuszona na Turcji konwencja akermańska z 1826 roku. Traktat adrianopolski ponawiał gwarancje rosyjskie dla autonomii, utworzonego z paszałyku belgradzkiego, Księstwa Serbskiego i zwiększał jego obszar. Władcą księstwa został przywódca powstania 1815 Miłosz I Obrenowić, który prowadził despotyczne rządy. Przeciwko rządom Miłosza I wybuchło powstanie w 1835 roku, które zmusiło go do zgody na wydanie konstytucji (którą krótko odwołano przy aprobacie Austrii, Rosji i Turcji). Zwolennicy konstytucji (ustavobranitelji) nadal planowali obalić księcia. W 1842 roku ustavobranitelji w skupsztinie wybrali na księcia Serbii Aleksandra Karadziordziewicia (syna przywódcy powstania serbskiego 1804–1813 Jerzego Czarnego, który na polecenie Miłosza został zamordowany w 1817 roku). Zwolennicy konstytucji w 1844 roku wprowadzili zbiór praw, który nawiązywał do Kodeksu Napoleona oraz zmodernizowali struktury państwa. Ilija Garašanin opracował program polityki serbskiej na przyszłość (Načertanie). Garašanin przewidział dla Serbii rolę ośrodka zjednoczeniowego Słowian południowych. Podpisany po wojnie krymskiej traktat paryski umiędzynarodowił gwarancję autonomii Księstwa Serbskiego. W 1858 roku skupsztina przywróciła na tron Obrenowiciów, którzy pragnęli utworzyć ogólnobałkańskie porozumienie przeciwko Turcji. Dzięki poparciu mocarstw europejskich, w 1867 roku wojska tureckie opuściły Serbię. W 1869 roku skupsztina uchwaliła nową konstytucję. Za rządów Milana I Serbia zrezygnowała z samodzielnej polityki na Bałkanach i znalazła się pod wpływami Austro-Węgier. Po wybuchu w 1875 roku powstania w Bośni i Hercegowinie Serbia i Czarnogóra  wypowiedziały wojnę Imperium Osmańskiemu. Powstanie (do którego dołączyła Bułgaria w 1876 roku) przyczyniło się do wybuchu wojny rosyjsko-tureckiej. Po zwycięstwie Rosji nową sytuację polityczną na Bałkanach ustalił kongres berliński w 1878 roku.

### Niepodległa Serbia

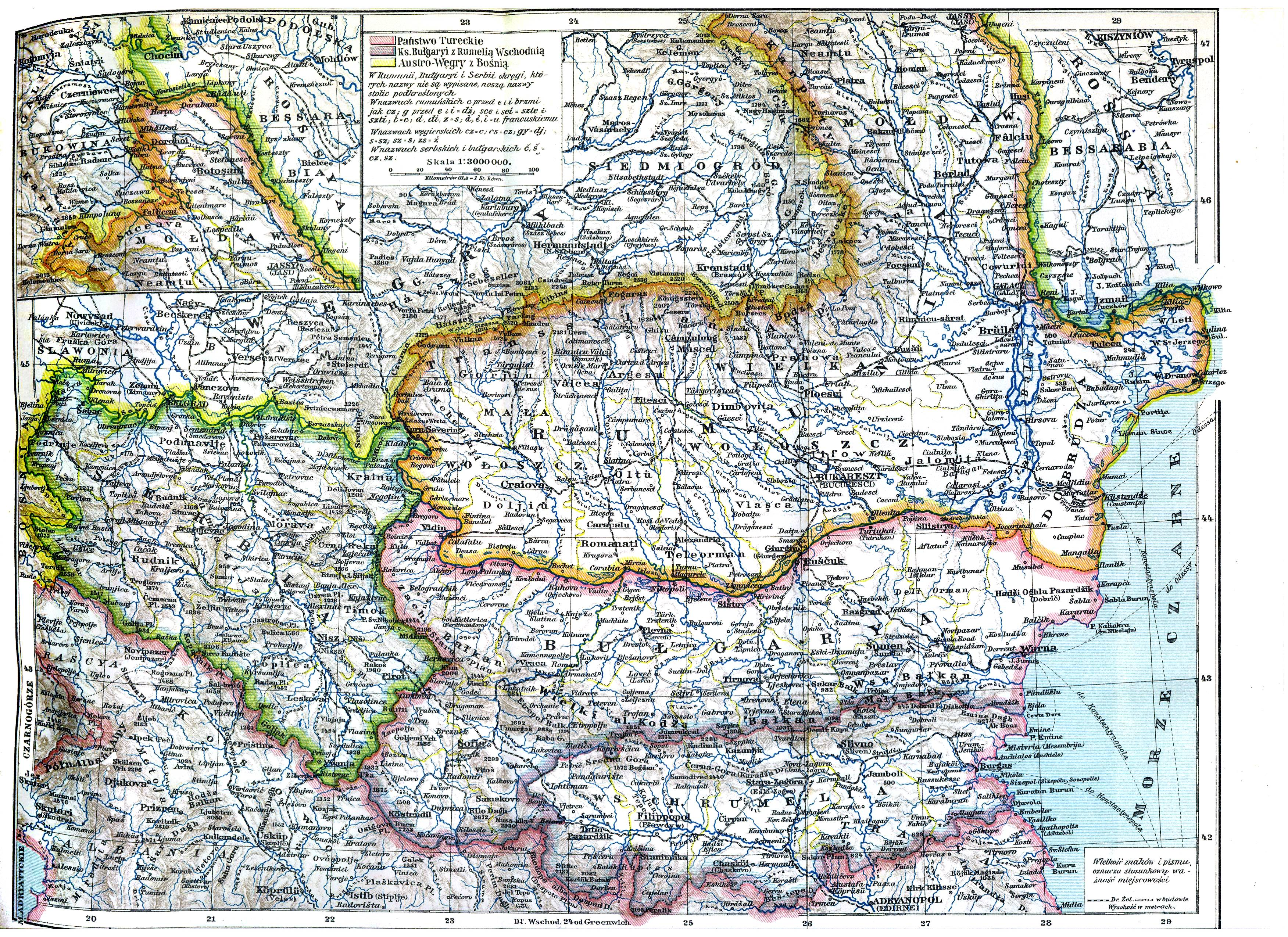
Serbia (obrys granic w kolorze zielonym) na mapie z roku 1903

W 1878 roku Serbia uzyskała niepodległość. Jej obszar powiększył się o Nisz. Dzięki poparciu Austro-Węgier w 1882 roku Milan I przyjął tytuł królewski. Na pocz. lat 80. XIX w. powstała Partia Radykalna, która zdobyła poparcie u ubogich mieszkańców wsi i na wpół wiejskich miasteczek. W 1888 roku radykałowie wymogli na królu nową konstytucję, która przekształciła Serbię w monarchię parlamentarną. W 1889 roku Milan I abdykował na rzecz małoletniego syna Aleksandra I. Aleksander rozpoczął samodzielne rządy w 1893 roku. W 1894 roku zawiesił konstytucję, a nadane przez niego w latach 1895 i 1900 prawa ograniczyły władzę skupsztiny. W wyniku niezadowolenia z polityki Aleksandra I (a zwłaszcza sojuszu z Austro-Węgrami) oficerowie spiskowcy zamordowali króla i oddali tron Piotrowi I Karadziordziewiciowi. Skupsztina zatwierdziła wybór nowego monarchy i przywróciła konstytucję z 1888 roku. Piotr I zerwał zależność od Austro-Węgier i rozpoczął współpracę z Rosją. Jednocześnie Serbia zaczęła ponownie tworzyć antyturecką koalicję państw bałkańskich. Krótko po zawarciu sojuszu w październiku 1912 roku Bułgaria, Czarnogóra, Grecja i Serbia przystąpiły do wojny z Turcją. Na mocy traktatu w Bukareszcie Serbia zyskała część sandżaku nowopazarskiego i znaczną część Macedonii (którą nazwano Serbią Południową).

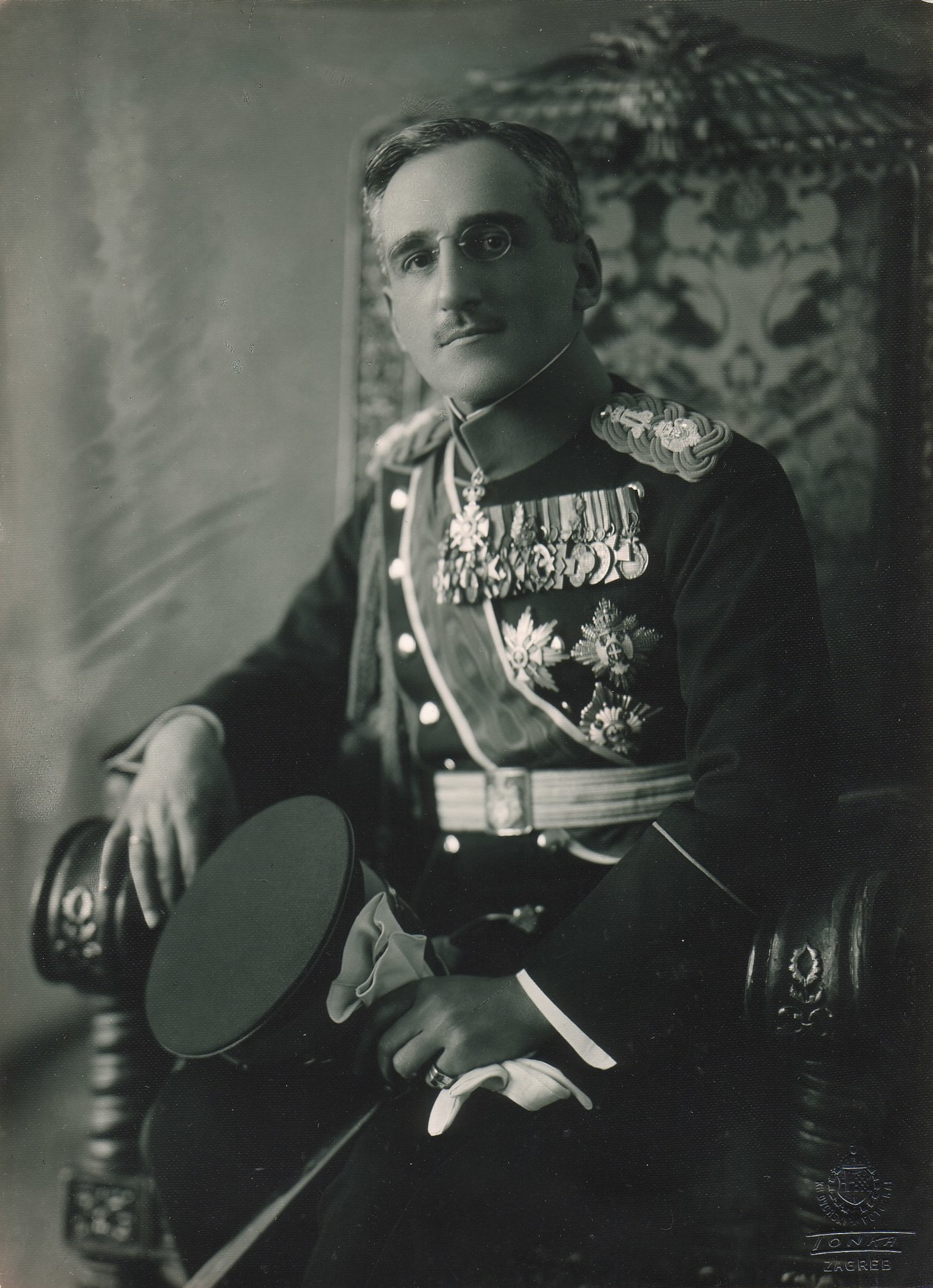
Aleksander I Karadziordziewić

28 czerwca 1914 członek tajnej organizacji Czarnej Ręki Gavrilo Princip zabił w Sarajewie arcyksięcia Franciszka Ferdynanda. Zabójstwo stało się pretekstem dla Austro-Węgier do wypowiedzenia wojny Serbii. Wywołało to łańcuch kolejnych wydarzeń – mobilizacja oddziałów rosyjskich dla obrony i wsparcia Serbii, następnie wypowiedzenie wojny Rosji i Francji przez Niemcy, Niemcom przez Wielką Brytanię – które doprowadziły do wybuchu I wojny światowej. Po początkowych sukcesach Serbów zmuszono do ewakuacji armię oraz rząd przez Albanię na wyspę Korfu. Podczas wojny odżyła idea zjednoczenia Słowian południowych. W 1914 roku dzięki politykom z Austro-Węgier powstał Komitet Jugosłowiański, który opowiadał się za zjednoczeniem na zasadach federacyjnych. W 1917 roku przedstawiciele Komitetu i rządu serbskiego podpisali na Korfu deklarację o zjednoczeniu Słowian południowych w jednym królestwie. Władzę mieli sprawować Karadziordziewicze. We wrześniu i październiku 1918 roku siły serbskie i alianckie z Salonik w wyniku ofensywy wyzwoliły Serbię. Podczas walk w Zagrzebiu powstała Rada Narodowa Słoweńców, Chorwatów i Serbów, która ogłosiła powstanie Państwa Serbów, Chorwatów i Słoweńców podczas zbliżania się wojsk serbskich do granic rozpadającej się monarchii Habsburgów. Wobec podjętej przez Włochy próby aneksji Wybrzeża dalmatyńskiego 24 listopada 1918 roku Rada ogłosiła zjednoczenie z Serbią narodów południowosłowiańskich, które wcześniej należały do Austro-Węgier. 25 listopada do Serbii przyłączyli się mieszkańcy Czarnogóry i Serbowie wojwodińscy. 1 grudnia 1918 roku proklamowano Królestwo Serbów, Chorwatów i Słoweńców (SHS).

### Lata 1918–1990
Władzę w Królestwie SHS objął regent (od 1921 król) Aleksander I Karadziordziewić. Król oraz politycy serbscy opowiadali się za unitaryzmem narodowym i centralizmem (w przeciwieństwie do Chorwatów i Słoweńców, którzy opowiadali się za federalistycznym modelem państwa). W 1929 roku Aleksander I wprowadził rządy dyktatorskie i zmienił nazwę państwa na Królestwo Jugosławii. W wyniku oporu Chorwatów w 1939 roku Serbowie zgodzili się na utworzenie autonomicznej Banowiny Chorwacji. Po ataku Niemiec i ich sojuszników w kwietniu 1941 roku Jugosławia rozpadła się. W Niezależnym Państwie Chorwackim, Serbii (okrojonej na rzecz Węgier), Bułgarii i tzw. Wielkiej Albanii (okupowanej przez Włochy) ustanowiono rządy marionetkowe, które dysponowały żandarmerią i siłami zbrojnymi. Walkę z Niemcami oraz serbskimi czetnikami Dragoljuba Mihailovicia podjęli komunistyczni partyzanci Josipa Broz Tity. W latach 1942–1943 KP Jugosławii powołała nowe władze państwowe (nie zważając na rząd królewski na emigracji). Po wojnie Jugosławia stała się komunistycznym państwem, w którym Serbia utrzymała status republiki dominującej. Serbia nie miała już Macedonii, ale utrzymała Kosowo i Wojwodinę, które stały się okręgami autonomicznymi. Podczas autorytarnych rządów Tito bezwzględnie zwalczano pojawiające się ruchy separatystyczne. Śmierć Tity w 1980 roku oraz Jesień Ludów w 1989 roku zachwiały spójnością federacji. W wyborach parlamentarnych 1990 roku (pierwszych demokratycznych po II wojnie światowej) w większości republik zwyciężyły niekomunistyczne ugrupowania narodowe (komuniści wygrali w Serbii i Czarnogórze). W Serbii wygrała Serbska Partia Socjalistyczna (SPS), złożona z niedawnych komunistów. SPS rozpoczęła transformację polityczną i gospodarczą.

### Serbia współczesna

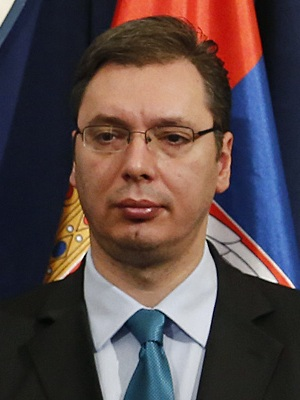
Prezydent Serbii Aleksandar Vučić

Aby utrzymać istnienie Jugosławii prezydent Serbii i przywódca SPS Slobodan Milošević zapowiedział oderwanie od Chorwacji oraz Bośni i Hercegowiny terenów zamieszkałych przez Serbów. Powstanie serbskich enklaw było przyczyną wybuchu wojny domowej. 27 kwietnia 1992 roku Serbia i Czarnogóra utworzyły Federalną Republikę Jugosławii (FRJ). Dzięki międzynarodowej mediacji wojna domowa zakończyła się w 1995 roku. W 1997 roku Milošević został prezydentem FRJ. W 1998 roku wojska serbskie rozpoczęły działania wojenne przeciwko Albańczykom zamieszkującym Kosowo. Bezpośrednią przyczyną wojny była obawa o ogłoszenie secesji przez Albańczyków. Po odrzuceniu przez Miloševicia w styczniu 1999 roku kolejnej międzynarodowej mediacji, NATO rozpoczęło bombardowanie Serbii i Czarnogóry (marzec-czerwiec 1999). Działania NATO doprowadziły do wycofania sił serbskich z Kosowa.
Milošević utracił władzę w wyniku wyborów prezydenckich w październiku 2000 roku. SPS odsunięto od władzy po wyborach parlamentarnych w grudniu 2000 roku. Wybory w grudniu wygrała koalicyjna Demokratyczna Opozycja Serbii. W marcu 2002 roku Serbia i Czarnogóra podpisały porozumienie tworzące federację dwóch republik w miejsce Jugosławii. Wobec nasilających się w Czarnogórze tendencji do niezależności 4 lutego 2003 roku FRJ przekształcono w związek państw pod nazwą Serbia i Czarnogóra. 7 marca 2003 roku w zamachu przeprowadzonym przez mafię zginął premier Serbii Zoran Đinđić, który w czerwcu 2001 roku przekazał Miloševicia w ręce Międzynarodowego Trybunału w Hadze. Krótko przed zamachem Đinđić wypowiedział wojnę serbskim gangom. Po śmierci Đinđicia premierem został Vojislav Koštunica. 12 marca 2003 roku urząd prezydenta objął Svetozar Marović. W tym samym roku Serbia i Czarnogóra utworzyły federację. W 2004 roku wybory prezydenckie wygrał Boris Tadić, a na premiera Serbii wybrano Vojislava Koštunicę. W tym samym roku w Kosowie wybuchły zamieszki. W 2005 roku, po zabiciu przez Serbów kilku Albańczyków próbujących przedostać się do Macedonii, wybuchły protesty ludności albańskiej. W tym samym roku Czarnogóra przedstawiła projekt przekształcenia unii serbsko-czarnogórskiej w dwie niezależne od siebie republiki.
3 czerwca 2006 roku Czarnogóra ogłosiła niepodległość. 5 czerwca 2006 roku Serbia ogłosiła przejęcie sukcesji prawnej Serbii i Czarnogóry przez Republikę Serbii. 17 lutego 2008 roku Kosowo jednostronnie proklamowało niepodległość i odłączenie się od Serbii, jednak zostało uznane tylko przez część państw świata (do sierpnia 2014 roku przez 108 państw).
W styczniu 2014 roku Serbia została oficjalnym kandydatem do Unii Europejskiej. 2 kwietnia 2017 roku wybory prezydenckie w Serbii wygrał Aleksandar Vučić. Zwycięstwo Vučicia spotkało się z niezadowoleniem dużej części społeczeństwa i wywołało protesty pod zarzutem sfałszowania wyborów. 29 czerwca 2017 roku urząd premiera objęła Ana Brnabić.

## Demografia
| 2020                         | 2020                          |
| ---------------------------- | ----------------------------- |
| Liczba ludności              | 7 111 024                     |
| Ludność według wieku         |                               |
| 0–14 lat                     | 14,07%                        |
| 15–24 lat                    | 11,04%                        |
| 25–54 lat                    | 41,19%                        |
| 55–64 lat                    | 13,7%                         |
| ponad 65 lat                 | 20%                           |
| Wiek (mediana)               |                               |
| W całej populacji            | 43,4 lat                      |
| Mężczyzn                     | 41,7 lat                      |
| Kobiet                       | 45 lat                        |
| Przyrost naturalny (2021)    | -0,48%                        |
| Współczynnik urodzeń (2021)  | 8,74 urodzeń/1000 mieszkańców |
| Współczynnik zgonów (2021)   | 13,49 zgonów/1000 mieszkańców |
| Współczynnik migracji (2021) | 0 migrantów/1000 mieszkańców  |
| Ludność według płci          |                               |
| przy narodzeniu              | 1,07 mężczyzn/kobietę         |
| poniżej 15 lat               | 1,06 mężczyzn/kobietę         |
| 15–24 lat                    | 1,07 mężczyzn/kobietę         |
| 25–54                        | 1,02 mężczyzn/kobietę         |
| 55–64                        | 0,94 mężczyzn/kobietę         |
| powyżej 65 lat               | 0,72 mężczyzn/kobietę         |
| Umieralność noworodków       |                               |
| W całej populacji            | 5,67 śmiertelnych/1000 żywych |
| płci męskiej                 | 6,69 śmiertelnych/1000 żywych |
| płci żeńskiej                | 4,6 śmiertelnych/1000 żywych  |
| Oczekiwana długość życia     |                               |
| W całej populacji            | 76,56 lat                     |
| Mężczyzn                     | 73,67 lat                     |
| Kobiet                       | 79,64 lat                     |
| Rozrodczość                  | 1,47 urodzeń/kobietę          |

Serbia jest zamieszkana głównie przez grupy takie jak: Serbowie (83,3%), Węgrzy (3,5%), Boszniacy (2%), Romowie (2,1%), Chorwaci, Słowacy, Czarnogórcy, Bułgarzy, Rumuni. W 1991 roku Serbowie stanowili 66% mieszkańców, a Albańczycy 17%. Najbardziej zaludnione są okolice Belgradu, dolina rzek Serbii Centralnej, Wojwodina oraz Kosowo.
W 2011 roku dodatni przyrost naturalny odnotowano w siedmiu gminach (stołeczna gmina Grocka, Nowy Sad, Sjenica, Novi Pazar, Tutin, Bujanovac i Preševo). W gminie Zvezdara wartość ta wyniosła zero. W pozostałych serbskich gminach odnotowano ujemny przyrost naturalny. Współczynnik urodzeń w 2011 roku wyniósł 9%, a współczynnik zgonów 14,2% (ubytek naturalny osiągnął -5,2%). Średnia długość życia w Serbii w 2011 roku wyniosła 73,5 lat. Najwięcej zgonów odnotowano w przedziale wiekowym 75-84 lat. Najczęstszymi przyczynami śmierci były choroby układu krążenia oraz nowotwory.
Średnia wieku ludności Serbii w 1990 roku wynosiła 30,9 lat. Do 2015 roku wzrosła do 40,6.
W raporcie „Perspektywy urbanizacji na świecie, przegląd z 2015 roku” Organizacji Narodów Zjednoczonych Serbia znalazła się na liście jedenastu państw, w których do 2050 roku liczba ludności spadnie o minimum 15%. Według raportu do 2050 roku liczba mieszkańców Serbii zmniejszy się o 17,2%. W 2015 roku liczba osób starszych (powyżej 60 roku życia) wynosiła 24,4%. Według prognoz do 2050 roku liczba ta ma wzrosnąć do 32,3%. Raport ONZ przewiduje, że do 2050 roku średnia wieku ludności wzrośnie do 46,8 lat.

### Religia
Udział poszczególnych wyznań w populacji Serbii (według Spisu Powszechnego w 2011 r.):
- prawosławie – 84,6%
- katolicyzm – 5,0%
- nieokreśleni – 3,8%
- islam – 3,1%
- ateizm – 1,1%
- protestantyzm – 1,0%

## Gospodarka
istniejące
     w budowie
     planowane

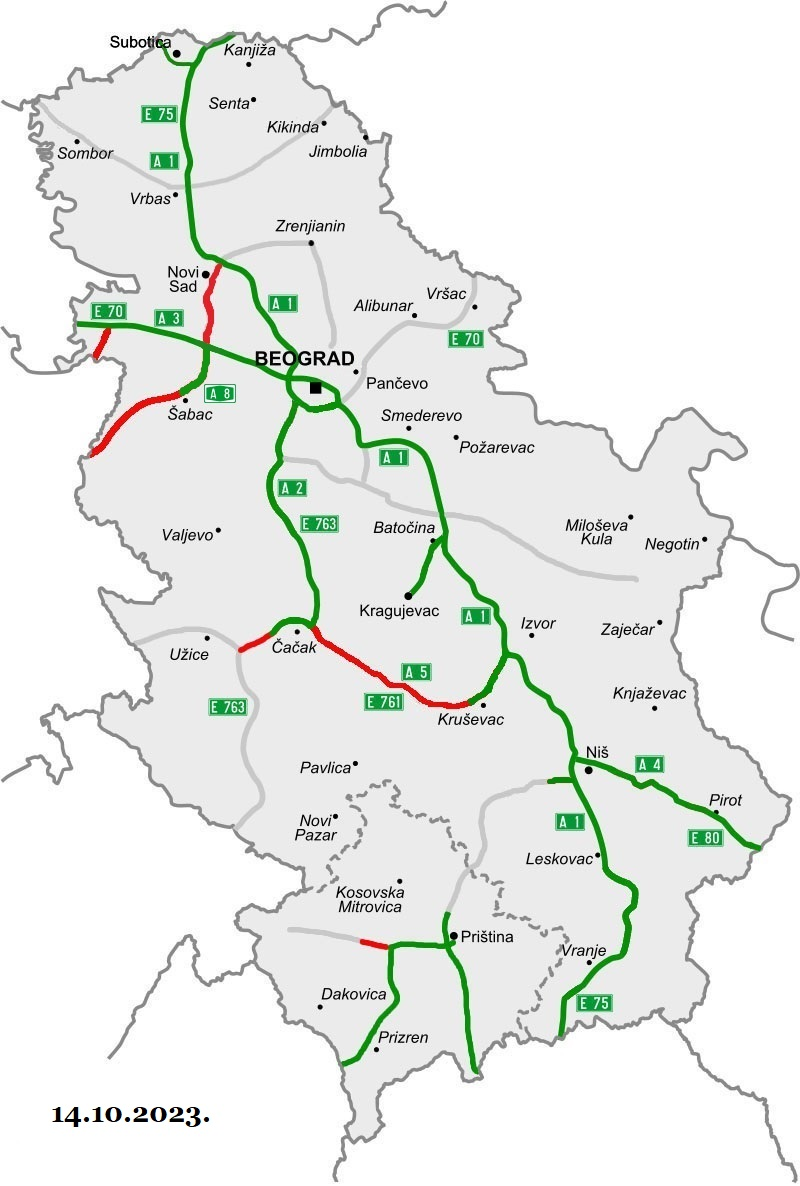
Obecny system autostrad
istniejące
w budowie
planowane

Serbia była jedną z najbardziej gospodarczo rozwiniętych republik byłej Jugosławii. Po podpisaniu Układu w Dayton PKB w Serbii wzrastało w skali 5% rocznie w latach 1995–1998. Zadłużenie zagraniczne zaczęło spadać, rozpoczęto prywatyzację oraz opanowano inflację. Po wybuchu wojny w Kosowie Serbia znalazła się w głębokim kryzysie gospodarczym. Straty i koszty oszacowano na 30–50 mld USD. Część infrastruktury przemysłowej zniszczyły naloty lotnictwa NATO. W 1999 roku PKB na osobę spadło o 46% w porównaniu do 1998 roku, podczas gdy produkcja przemysłowa zmniejszyła się o 44%. Bezrobocie w 1999 roku osiągnęło 33% (w 1998 25%).
W 2001 roku rozpoczęto reformy wolnorynkowe. Rozwój gospodarczy trwał do kryzysu finansowego w 2008 roku. W latach 2001–2008 średnie tempo wzrostu PKB wynosiło 5,9%. Wzrost gospodarczy sprawił, że zmniejszyła się determinacja władz serbskich do wdrożenia reform. Wybuch kryzysu gospodarczego uwidocznił brak reform i spowodował drastyczny spadek inwestycji zagranicznych, które napędzały wzrost gospodarczy i finansowały deficyt budżetowy. W 2014 roku spadek PKB wyniósł 1,8%, a w 2015 roku PKB wzrósł o 0,8%. Bezrobocie w 2008 roku wyniosło 13,6%. Do 2014 roku wzrosło do 18,9%. Według danych Banku Światowego w 2014 roku 14,5% mieszkańców żyło poniżej progu ubóstwa. Restrukturyzacja nierentownych przedsiębiorstw oraz zwolnienia w administracji są odwlekane w czasie. Finansowanie tych sektorów powoduje szybki wzrost długu publicznego, który w 2015 roku wynosił 75% PKB (w 2008 roku wynosił 28,6%).
W pierwszej połowie 2011 roku wpływ na gospodarkę Serbii miały inflacja (13,4%) oraz wysoki poziom bezrobocia. Zgodnie z założeniami ustawy budżetowej, inflacja nie powinna przekraczać poziomu 5,4±1,8%. Największy wpływ na wysoki poziom inflacji miały podwyżki cen regulowanych oraz podwyżka akcyzy na paliwa i używki.
Gospodarka Serbii jest zdominowana przez duże, państwowe i nierentowne przedsiębiorstwa. Z 1,6 mln osób pracujących 761 tys. pracuje w państwowych przedsiębiorstwach lub w sektorze publicznym. Rozwój sektora prywatnego ograniczają wysoki poziom korupcji, nieefektywny wymiar sprawiedliwości oraz rozbudowana i nieudolna administracja państwowa. W rankingu Banku Światowego Doing Business Serbia zajęła 43. miejsce.
Największym serbskim eksporterem jest włoski koncern Fiat, który posiada zakłady produkcyjne w Kragujevacu. Serbia handluje głównie z Unią Europejską (62,8% eksportu i 61,8% importu) oraz państwami CEFTA. Dominuje import surowców energetycznych i eksport półproduktów oraz towarów nisko i średnio przetworzonych
W latach 2003–2011 wartość ulokowanych w Serbii bezpośrednich inwestycji zagranicznych netto wyniosła 13 mld USD (4,3 mld w 2006 roku). W 2010 roku kapitał zagraniczny pochodził przede wszystkim z Austrii, Francji, Hiszpanii, Holandii, Niemiec i Rosji.

### Bogactwa naturalne
W Serbii znajdują się złoża ropy naftowej (w nizinie Banatu–Kikinda i Elemirze), gazu ziemnego, węgla kamiennego (w Kosowie i wschodniej Serbii), żelaza, miedzi (we wschodniej Serbii i Majdanpeku), cynku, antymonu, chromu, złota, srebra, pirytu, wapienia, marmuru, soli kamiennej.

### Transport
W Serbii znajduje się 40845 km dróg (5525 km dróg publicznych I kategorii, 1549 km dróg II kategorii, 23780 km dróg lokalnych). Autostrady (498 km) są płatne. W Serbii znajduje się 136 km dróg ekspresowych. 14% dróg wybudowano po 2007 roku.
Porty rzeczne na Dunaju: Apatin, Bačka Palanka, Belgrad, Nowy Sad, Pančevo, Prahovo, Smederevo.
W 2007 roku w Serbii znajdowało się 39 lotnisk (16 z asfaltowymi pasami startowymi). Międzynarodowe porty lotnicze znajdują się w Belgradzie (port lotniczy im. Nikola Tesli) i Niszu (port lotniczy im. Konstantyna Wielkiego).
W Serbii znajduje się 3809 km linii kolejowych.

## Edukacja i nauka

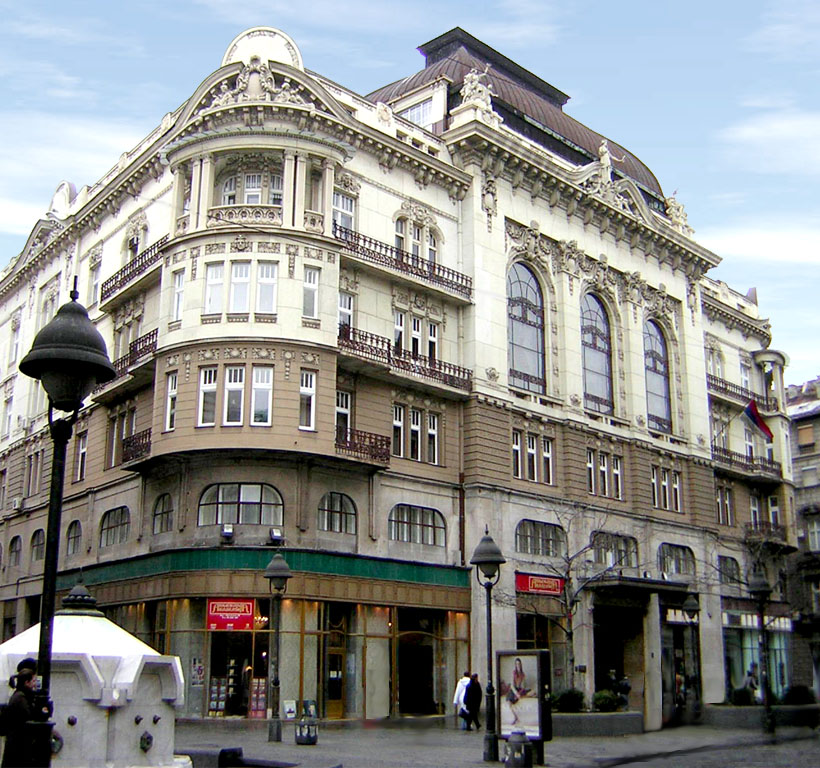
Budynek Akademii Nauk i Sztuk, erygowany w 1922 roku

Serbska Akademia Nauk i Sztuk jest najbardziej prestiżową organizacją naukowo-badawczą w Serbii. Największym i najważniejszym uniwersytetem Republiki Serbii jest Uniwersytet w Belgradzie (działający od 1863 roku). Pozostałe ważniejsze uniwersytety to: Uniwersytet w Nowym Sadzie, Uniwersytet w Niszu, Uniwersytet w Kragujevacu, Uniwersytet w Novym Pazarze. Od 2003 roku Serbia jest sygnatariuszem Deklaracji Bolońskiej.

## Kultura

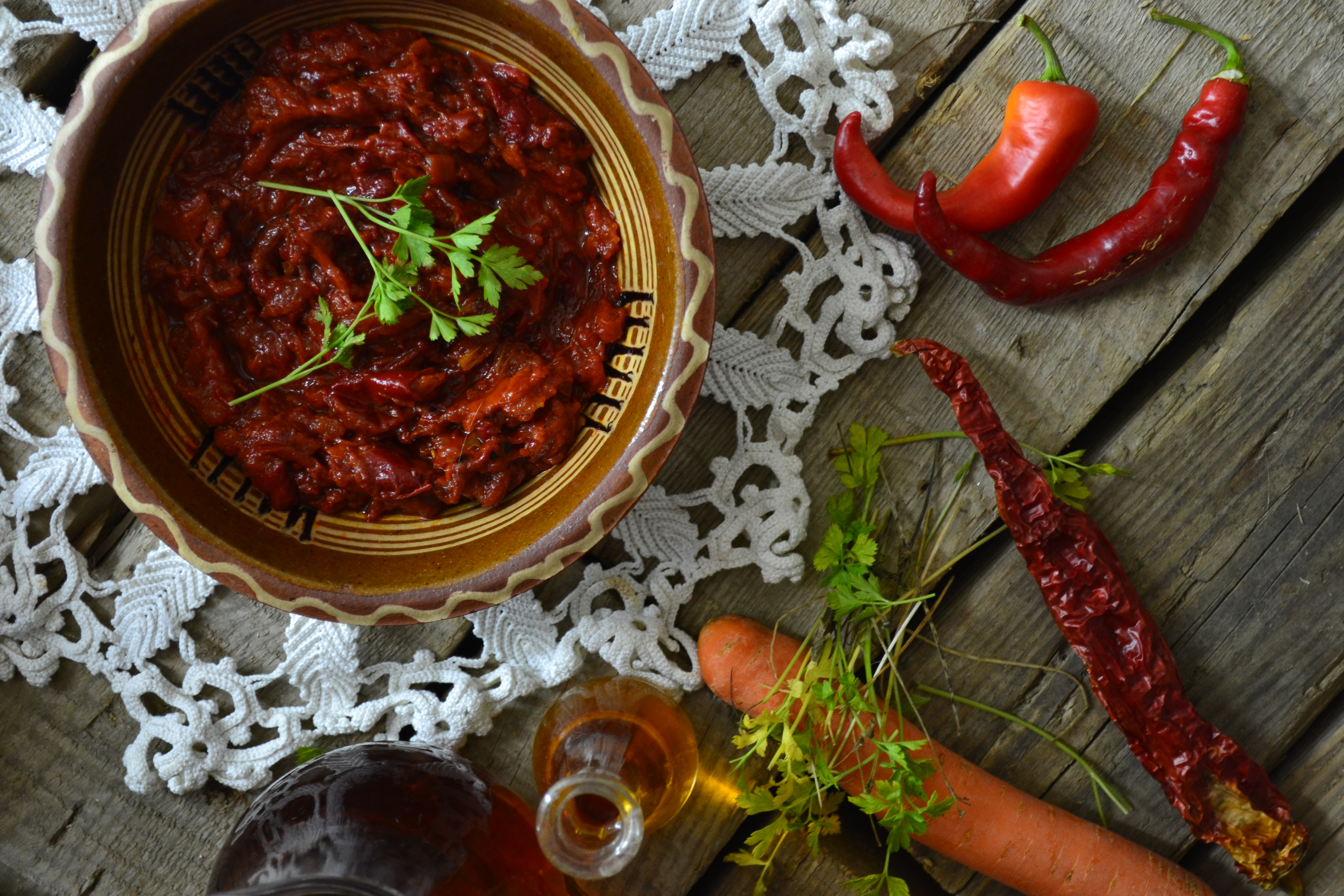
Pasta paprykowa lutenica

Serbska kultura ukształtowała się pod wpływem spotkania prawosławia z katolicyzmem. Językiem urzędowym w Serbii jest serbski. W regionie Wojwodiny językami urzędowymi są także: węgierski, rumuński, chorwacki i słowacki. Duży wpływ na obyczajowość Serbów ma kościół prawosławny. Najpopularniejszym serbskim pisarzem jest laureat Nagrody Nobla Ivo Andrić. Najpopularniejszym reżyserem jest Emir Kusturica, który w swoich filmach porusza tematykę Bałkanów i życie mieszkających tam ludzi.
W serbskiej kuchni dominuje mięso. Popularnymi daniami są: grillowany kotlet mielony pleskawica, sznycel karađorđeva, szaszłyki ražnjići, potrawa mączna gibanica, pasta paprykowa lutenica.

## Święta państwowe
Na podstawie:

### Wolne od pracy
- 1 i 2 stycznia – Nowy Rok
- 7 stycznia – pierwszy dzień Bożego Narodzenia
- 15 i 16 lutego – Dzień Państwowości Serbii
- 1 i 2 maja – Święto Pracy
- 11 listopada – Dzień Zawieszenia Broni
- od Wielkiego Piątku do drugiego dnia Wielkanocy (święto ruchome) – Wielkanoc

### Dni robocze
- 27 stycznia – dzień świętego Sawy
- 22 kwietnia – dzień pamięci ofiar Holocaustu, ludobójstwa i innych ofiar faszyzmu podczas II wojny światowej
- 9 maja – Dzień Zwycięstwa
- 28 czerwca – Vidovdan (dzień świętego Wita)
- 21 października – dzień pamięci serbskich ofiar II wojny światowej

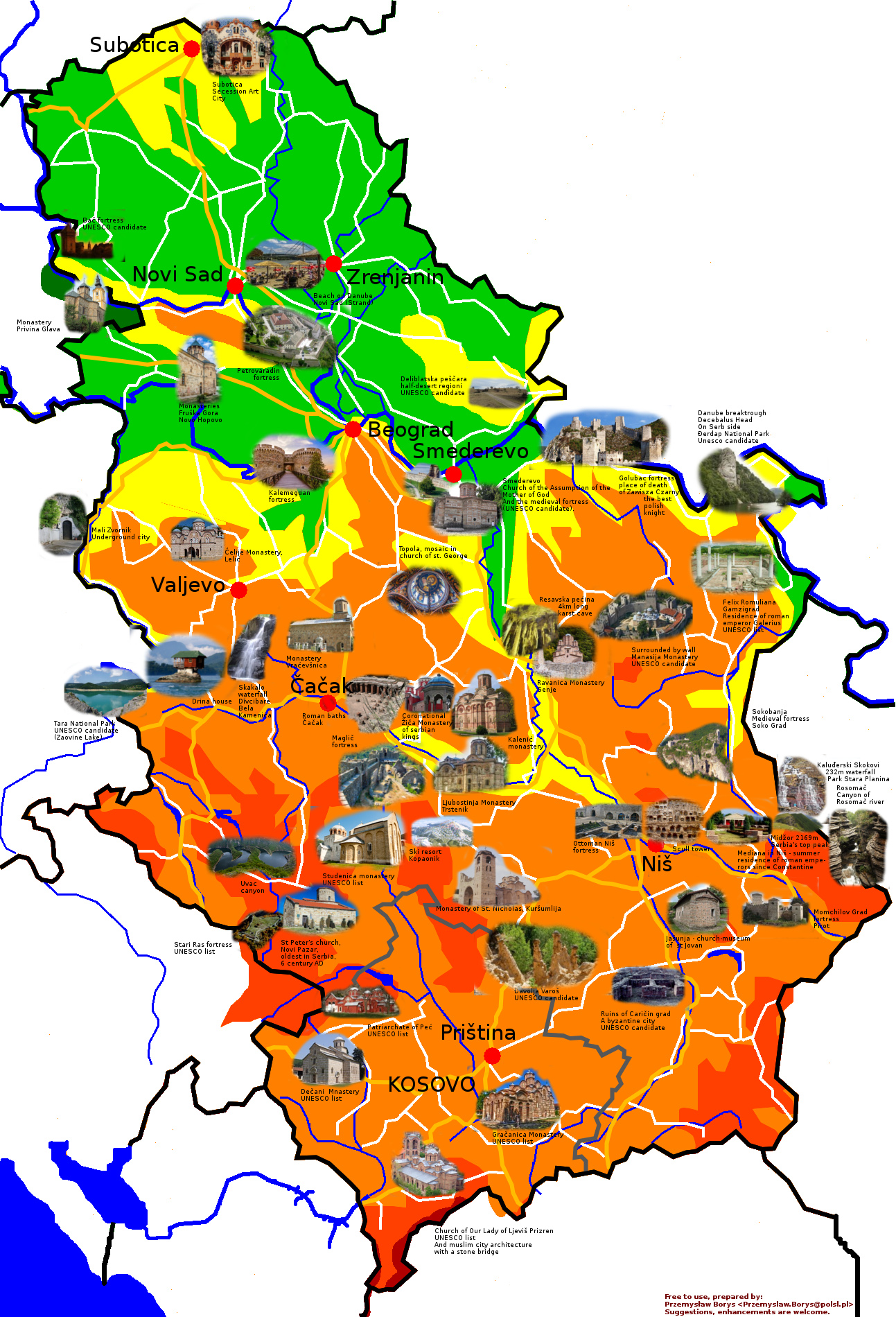
Mapa atrakcji turystycznych w Serbii

W 2018 roku ministerstwo kultury i informacji złożyło wniosek o ustanowienie kolejnego święta państwowego – dnia św. Cyryla i Metodego, który miałby się odbywać 24 maja.

## Turystyka
W 2016 roku kraj ten odwiedziło 1,281 mln turystów (13,2% więcej niż w roku poprzednim), generując dla niego przychody na poziomie 1,151 mld dolarów.